# زوران ريندوليتش
زوران ريندوليتش (بالفرنسية: Zoran Rendulić)‏ (مواليد 22 مايو 1984 في ساراييفو - يوغوسلافيا) لاعب كرة قدم صربي يلعب حاليا لصالح نادي الدرجة الأولى غرونوبل الفرنسي منذ 2008 في مركز قلب الدفاع .

## روابط خارجية
- زوران ريندوليتش على موقع دوري كوريا الجنوبية (الإنجليزية)
- زوران ريندوليتش على موقع رابطة كرة القدم الفرنسية للمحترفين (الإنجليزية)
- زوران ريندوليتش على موقع قاعدة بيانات كرة القدم.إي يو (الإنجليزية)
- زوران ريندوليتش على موقع Soccerway.com (الإنجليزية)